# Jezioro saprotroficzne
Jezioro saprotroficzne, jezioro przeżyźnione – jezioro o bardzo dużej żyzności, będącej wynikiem działań człowieka, najczęściej spowodowanej dopływem ścieków. Nie występują w nim fitoplankton oraz glony. Spotyka się tu jedynie bardzo nieliczne gatunki, przystosowane do panujących tu warunków środowiskowych (głównie przy brzegach).
W zbiornikach przeciążonych materią organiczną (najczęściej pochodzenia ściekowego) zużycie tlenu na jej rozkład jest tak duże, że często występuje całkowity deficyt tlenowy, czyli zupełny brak tlenu w całej masie wód oraz przesycenie produktami beztlenowego rozkładu materii organicznej.